# 皮茲泰普內
46°39′52″N 32°53′18″E / 46.66444°N 32.88833°E
皮兹泰普内（烏克蘭語：Підстепне）是位於烏克蘭南部的村莊，由赫爾松州赫尔松区的奥莱什基市镇負責管轄。該村面積39.01平方公里，海拔高度8米，2001年人口592，人口密度每平方公里15.2人。